# Tjøtta kommun
Tjøtta kommun (norska: Tjøtta kommune) var en kommun i Nordland fylke i Norge. Byn Tjøtta utgjorde kommunens centralort.

## Administrativ historik
Tjøtta kommun upprättades 1862 genom utbrytning ur Alstahaugs kommun. Kommunen omfattade då den södra delen av nuvarande Alstahaugs kommun, den norra delen av nuvarande Vega kommun, hela nuvarande Vevelstads kommun, den västligaste delen av nuvarande Vefsns kommun samt den sydligaste delen av nuvarande Leirfjords kommun och hade 2 781 invånare vid upprättandet.
Den 1 juli 1916 bröts Vevelstads kommun ut ur kommunen som då minskade från 3 384 invånare före delningen till 2 287 invånare efter.
Den 1 juli 1920 överfördes ett mindre bebott område (gården Giskåen med 10 invånare) från Tjøtta kommun till Vevelstads kommun.
Den 1 januari 1964 överfördes ett annat bebott område (området på ön Alsten med 180 invånare) från Tjøtta kommun till Leirfjords kommun.
Den 1 januari 1965 upplöstes kommunen och delades. Huvuddelen (med 1 477 invånare) fördes, tillsammans med Sandnessjøens kommun, till Alstahaugs kommun medan den västra delen (Skogsholmens skolkrets med 196 invånare) fördes till Vega kommun. Kommunen hade vid delningen totalt 1 673 invånare.
Den 1 januari 1971 fördes en del av det område som 1965 hade förts till Vega kommun (ögruppen Skålvær i Skogsholmens krets med 32 invånare) över till Alstahaugs kommun.
Den 1 januari 1995 överfördes en del av den tidigare kommunen Tjøttas område (grundkretsarna 0106 Vestvågan/Sørnes, 0108 Halsfjord samt gnr. 55 och 57 i 0107 Bærøyvågen med totalt 70 invånare) från Alstahaugs kommun till Vefsn kommun.